# تشارلز بريبون
تشارلز بريبون (بالفرنسية: Charles Braibant)‏ ولد في 31 مارس 1889 بفيلموبل وتوفي في 23 أبريل 1976، وهو رجل أدب فرنسي.